# Martin Moxa
Martin Moxa (fl. XIII secolo) è stato un trovatore forse catalano o aragonese, attivo tra il 1270 e il 1280 alla corte di Alfonso X.

## Biografia
Chierico di professione, fu conosciuto per la sua longevità e bersaglio di satira da parte dei suoi contemporanei. È autore di 20 componimenti poetici: dodici cantigas de amor, un descort, quattro satire morali, incentrate sul tema del mondo alla rovescia, una satira politica, un autoescarnio e probabilmente l'autore di una tenzone con Lourenço.